# Bermuda Dunes
Bermuda Dunes ist ein Census-designated place im Riverside County im US-Bundesstaat Kalifornien mit 8.244 Einwohnern (Stand: Volkszählung 2020). Der Ort liegt bei Indio und 37 km östlich von Palm Springs.
Früher hieß Bermuda Dunes Myoma. Die Siedlung wurde im Jahr 1962 von Ernie Dunlevie und Ray Ryan entwickelt. Neben anderen Prominenten besaß auch Clark Gable ein Haus in Bermuda Dunes.
Zur Gemeinde gehört der Bermuda Dunes Airport.

## Geografie
Bermuda Dunes liegt im zentralen Riverside County im US-Bundesstaat Kalifornien. Die Ortschaft grenzt im Westen an Palm Desert, im Süden an La Quinta und im Osten und Norden an Indio. An der nördlichen Ortsgrenze führt die Interstate 10 entlang.
Der Ort hat 7282 Einwohner (Stand 2010) und erstreckt sich auf eine Fläche von 7,630 km², die sich komplett aus Landfläche zusammensetzt; die Bevölkerungsdichte beträgt somit 954,4 Einwohner pro Quadratkilometer. Das Ortszentrum liegt auf einer Höhe von 29 m.
Der Name leitet sich vom „Bermuda Dunes Country Club“ ab, der 1962 eröffnet wurde und früher Austragungsort des Bob-Hope-Desert-Classic-Golfturniers war. Es gibt heute noch zehn weitere Golfclubs in einem Umkreis von 8 km, darunter auch Sun City Palm Desert. Zu Bermuda Dunes gehört mit dem Bermuda Dunes Airport der Flughafen von Palm Springs.
Von Kaliforniens Hauptstadt Sacramento ist Bermuda Dunes 716 km entfernt, von Los Angeles 190 km. Die Distanz zur US-amerikanischen Hauptstadt Washington, D.C. beträgt 3730 km.

### Klima
Im Coachella Valley gelegen, ist Bermuda Dunes von den San Jacinto Mountains im Westen, den Santa Rosa Mountains im Süden und den Little San Bernardino Mountains im Osten umgeben. Diese Lage führt zu einem heißen, trockenen Klima mit 354 Sonnentagen und nur 87,4 mm Regen im Jahr.

## Politik
Bermuda Dunes ist Teil des 28. Distrikts im Senat von Kalifornien, der momentan vom Demokraten Ted Lieu vertreten wird, und des 56. Distrikts der California State Assembly, vertreten vom Demokraten V. Manuel Perez. Des Weiteren gehört Bermuda Dunes Kaliforniens 36. Kongresswahlbezirk an, der einen Cook Partisan Voting Index von R+1 hat und vom Demokraten Raul Ruiz vertreten wird.